# سینگریانوو
سینگریانوو (انگلیسی: Syngryanovo) یک شهرک در شهرستان ایلیشفسکی استان باشقیرستان کشور روسیه است.